# Mnichovská bezpečnostní konference
Mnichovská bezpečnostní konference (anglicky: Munich Security Conference, MSC, německy: Münchner Sicherheitskonferenz) je každoroční mezinárodní jednání, kterého se účastní politici, představitelé armády, hospodářství a neziskových organizací. Věnuje se aktuálním tématům mezinárodních vztahů a bezpečnostní politiky. Koná se vždy v únoru. První konference se konala v roce 1963.

## Historie
První setkání se konalo v roce 1963 z iniciativy Ewalda-Heinricha von Kleista. Setkání se zúčastnilo okolo 60 lidí, mezi nimi např. Helmut Schmidt nebo Henry Kissinger. Ewald-Heinrich von Kleist řídil konference až do roku 1997, kdy jej vystřídal Horst Teltschik, který je vedl v letech 1999–2008. Po něm převzal vedení bývalý diplomat Wolfgang Ischinger (do roku 2022). Od roku 2023 konferenci předsedá německý diplomat Christoph Heusgen.

## Mnichovská bezpečnostní konference 2007
Konference se v roce 2007 poprvé účastnil ruský prezident Vladimir Putin a jeho projev 10. února znamenal změnu v mezinárodních vztazích. Putin tvrdě kritizoval USA, Západ a vývoj Evropské politiky po rozpadu SSSR, rozšiřování NATO a americký evropský protiraketový systém. Projev znamenal konec snah o sbližování Evropy s Ruskem, ohlášení obnovování velmocenského postavení Ruska a začalo se po něm mluvit o možné nové studené válce.

## Mnichovská bezpečnostní konference 2022
Jednání v roce 2022 se konalo před ruským útokem na Ukrajinu. Západní státy se ujišťovaly o jednotě a kritizovaly Rusko za vyhrocování mezinárodní situace, Rusko se konference nezúčastnilo.